# Wei Ning
Wei Ning, född 5 augusti 1982 i Laizhou, är en kinesisk sportskytt.
Hon blev olympisk silvermedaljör i skeet vid sommarspelen 2004 i Aten och vid sommarspelen 2012 i London.